# مكتب ويلسون

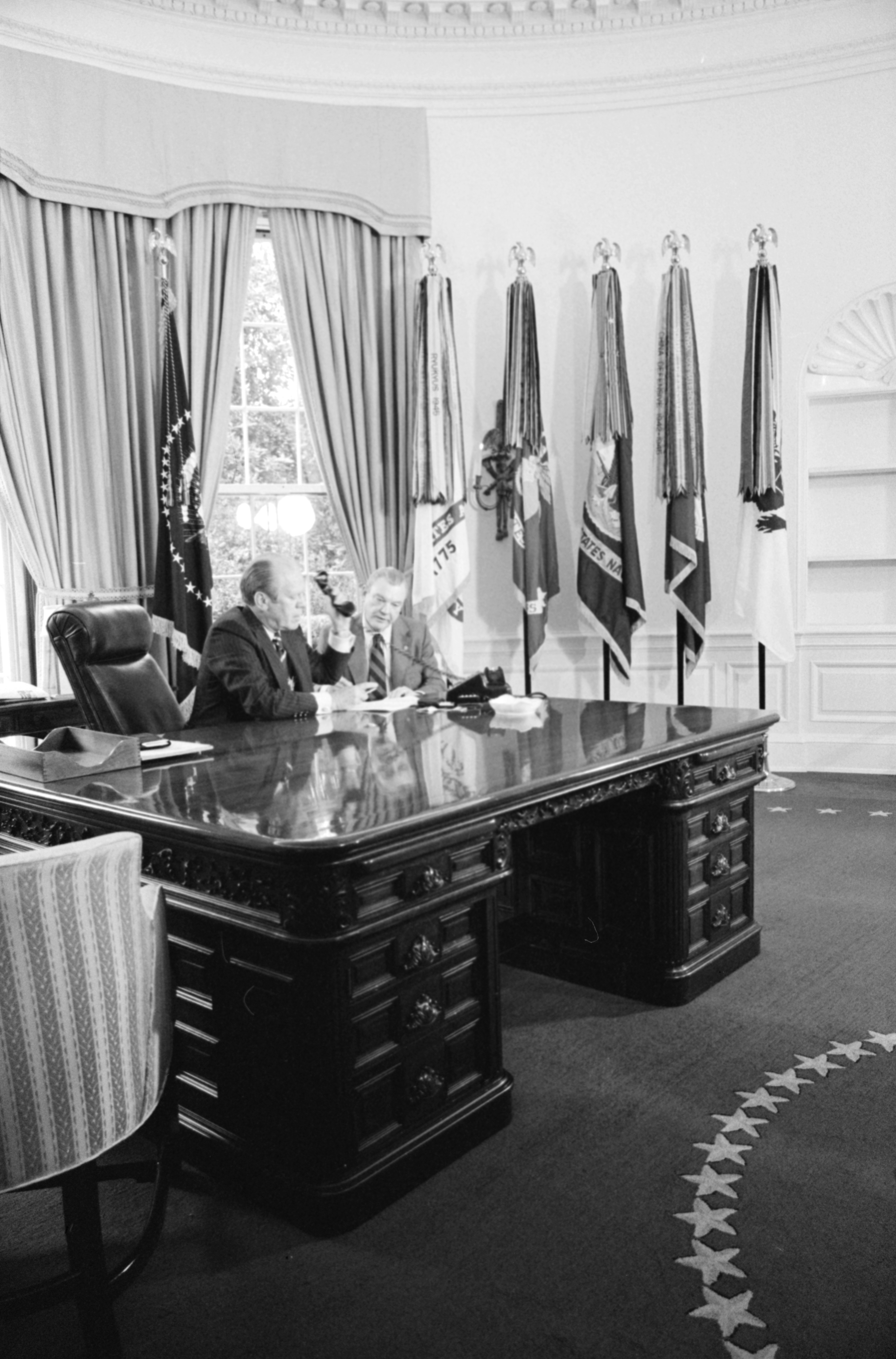
جيرالد فورد يجلس في مكتب ويلسون قبل إعادة تصميم ديكور المكتب البيضاوي

مكتب ويلسون هو عبارة عن مكتب كبير مصنوع من خشب الماهوجني. استخدمه الرئيسان ريتشارد نيكسون وجيرالد فورد في المكتب البيضاوي كمكتبهم البيضاوي الخاص. يعد المكتب واحد من ستة مكاتب فقط يستخدمها الرئيس في المكتب البيضاوي، تم شراؤه بين 1897 و 1899 من قبل جاريت هوبرت، نائب الرئيس الرابع والعشرون للولايات المتحدة، من أجل غرفة نائب الرئيس في مبنى الكابيتول في الولايات المتحدة.
اختار نيكسون هذا المكتب ليكون مكتبه البيضاوي بسبب اعتقاده الخاطئ بأن الرئيس السابق وودرو ويلسون قد استخدمه هناك. 
في عام 1971، كان لدى نيكسون خمسة أجهزة تسجيل تم تركيبها سراً في مكتب ويلسون بواسطة جهاز الخدمة السرية في الولايات المتحدة. تشكل هذه التسجيلات بعضا من شرائط نيكسون في البيت الأبيض إبان فضيحة ووترغيت.
أشار نيكسون إلى المكتب في عام 1969 في خطابه "الأغلبية الصامتة"، قائلاً «"قبل خمسين سنة، في هذه القاعة وفي هذا المكتب بالذات، تحدث الرئيس وودرو ويلسون عن الكلمات التي استحوذت على خيال عالم يملؤه الحروب."». في الواقع، لم يتم استخدام المكتب من قبل وودرو ويلسون في المكتب البيضاوي. وقد أخبر نيكسون من قبل أحد كتّاب الخطابات، وليام سافير أن المكتب قد استخدم بالفعل من قبل نائب رئيس الولايات المتحدة هنري ويلسون خلال إدارة الرئيس يوليسيس جرانت. لكنه غير صحيح، لأن المكتب لم يُطلب حتى عام 1897 أو بعد ذلك، أي بعد أكثر من 22 عامًا من وفاة هنري ويلسون. لذلك تبدو تسمية «مكتب ويلسون» خاطئة، لأنه لم يستخدم بشكل مستمر من قبل أي شخص يحمل الاسم الأخير ل«ويلسون».